# Czech Open 2025
Il Czech Open 2025 è stato un torneo maschile di tennis professionistico. È stata la 32ª edizione del torneo, facente parte della categoria Challenger 100 nell'ambito dell'ATP Challenger Tour 2025, con un montepremi di 145 000 €. Si è giocato dal 2 all'8 giugno 2025 sui campi in terra rossa del TK Agrofert Prostejov di Prostějov, in Repubblica Ceca.

## Partecipanti

### Teste di serie
| Nazionalità   | Giocatore          | Ranking* | Testa di serie |
| ------------- | ------------------ | -------- | -------------- |
| Rep. Ceca     | Jakub Menšík       | 19       | 1              |
| Cile          | Alejandro Tabilo   | 61       | 2              |
| Rep. Ceca     | Vít Kopřiva        | 86       | 3              |
| Bolivia       | Hugo Dellien       | 90       | 4              |
| Taipei cinese | Tseng Chun-hsin    | 94       | 5              |
| Kazakistan    | Aleksandr Ševčenko | 103      | 6              |
| Rep. Ceca     | Dalibor Svrčina    | 127      | 7              |
| Ungheria      | Zsombor Piros      | 160      | 8              |

* Ranking al 26 maggio 2025.

### Altri partecipanti
I seguenti giocatori hanno ricevuto una wild card per il tabellone principale:
- Jakub Menšík
- Maxim Mrva
- Alejandro Tabilo

Il seguente giocatore è entrato in tabellone come alternate:
- Nikolás Sánchez Izquierdo

I seguenti giocatori sono passati dalle qualificazioni:
- Jonáš Forejtek
- Lukáš Pokorný
- Miloš Karol
- Hynek Bartoň
- Norbert Gombos
- Petr Brunclík

## Punti e montepremi
| Torneo    | Torneo              | V      | F     | SF    | QF    | 2T    | 1T    | Q | Q2  | Q1  |
| Singolare | Punti               | 100    | 50    | 25    | 14    | 7     | 0     | 4 | 2   | 0   |
| Singolare | Premi in denaro (€) | 16 020 | 9 415 | 5 555 | 3 240 | 1 900 | 1 160 | – | 580 | 290 |
| Doppio    | Punti               | 100    | 50    | 25    | 14    | –     | 0     | – | –   | –   |
| Doppio    | Premi in denaro (€) | 6 845  | 4 050 | 2 400 | 1 420 | –     | 800   | – | –   | –   |

## Campioni

### Singolare
Hugo Dellien ha sconfitto in finale  Tseng Chun-hsin con il punteggio di 6–3, 6–4.

### Doppio
Petr Nouza /  Patrik Rikl hanno sconfitto in finale  Lukáš Pokorný /  Dalibor Svrčina con il punteggio di 4–6, 6–3, [10–4].